# Svartbäck (Pyttis)
Svartbäck (finska: Purola) är en tätort i Pyttis kommun i landskapet Kymmenedalen i Finland. Vid tätortsavgränsningen den 31 december 2021 hade Svartbäck 237 invånare och omfattade en landareal av 2,40 kvadratkilometer.
I byn finns kommunens svenskspråkiga lågstadium Pyttis svenska skola. Eleverna fortsätter därefter sin skolgång i Kotka Svenska Samskola.
Jordebokshemmanen i byn är tretton, nämligen
- Kapellansboställe Nr 1
- Krämers Nr 2
- Halsas Nr 3
- Smids Nr 4
- Axels (eller Nyby) Nr 5
- Labbas Nr 6
- Rockas Nr 7
- Hamppus Nr 8
- Kristers Nr 9
- Bloms Nr 10
- Skräddars Nr 11
- Kuggas Nr 12
- Korppas Nr 13

## Bildgalleri

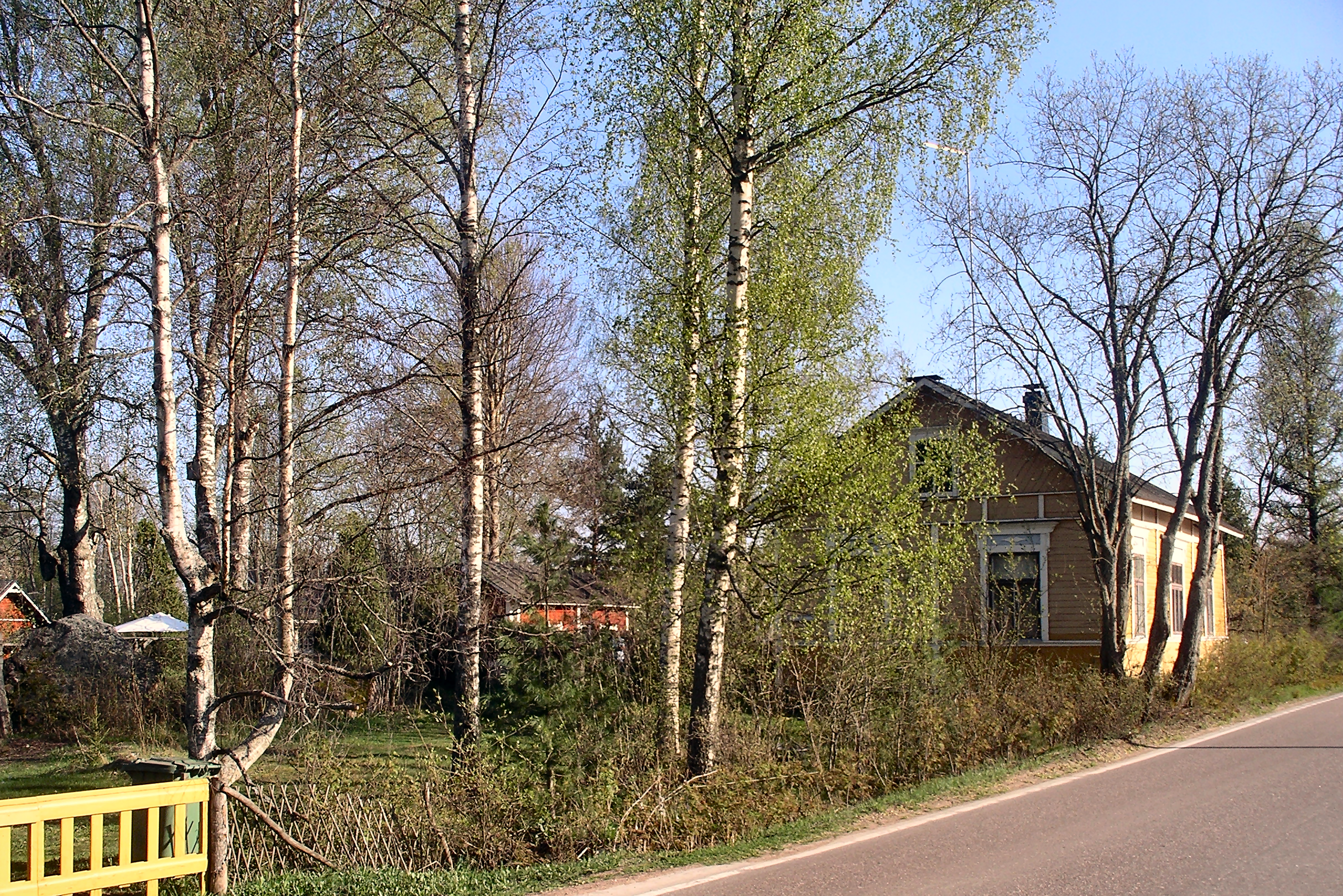
En äldre gård i Svartbäck.
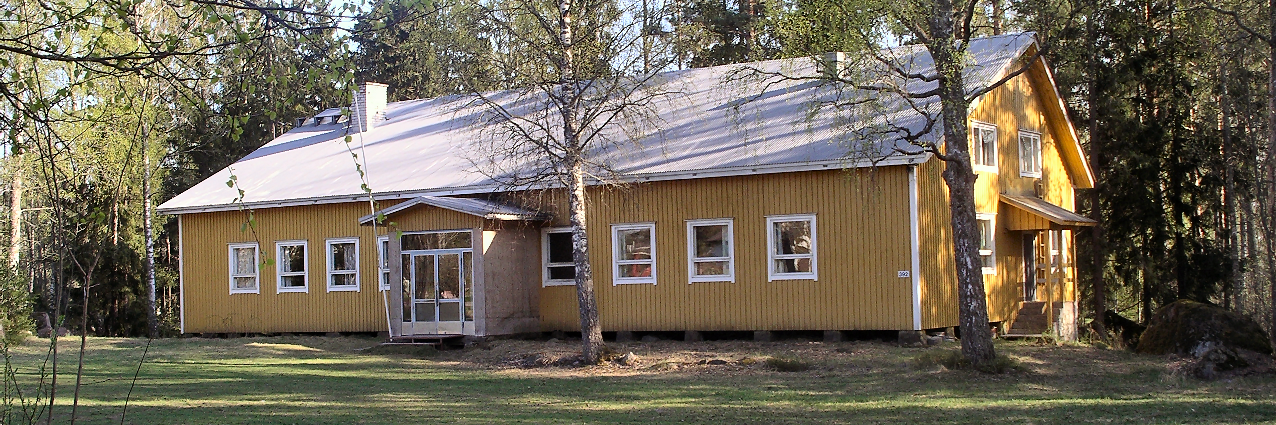
Svartbäck Allmogeförenings föreningshus, Svedebo.
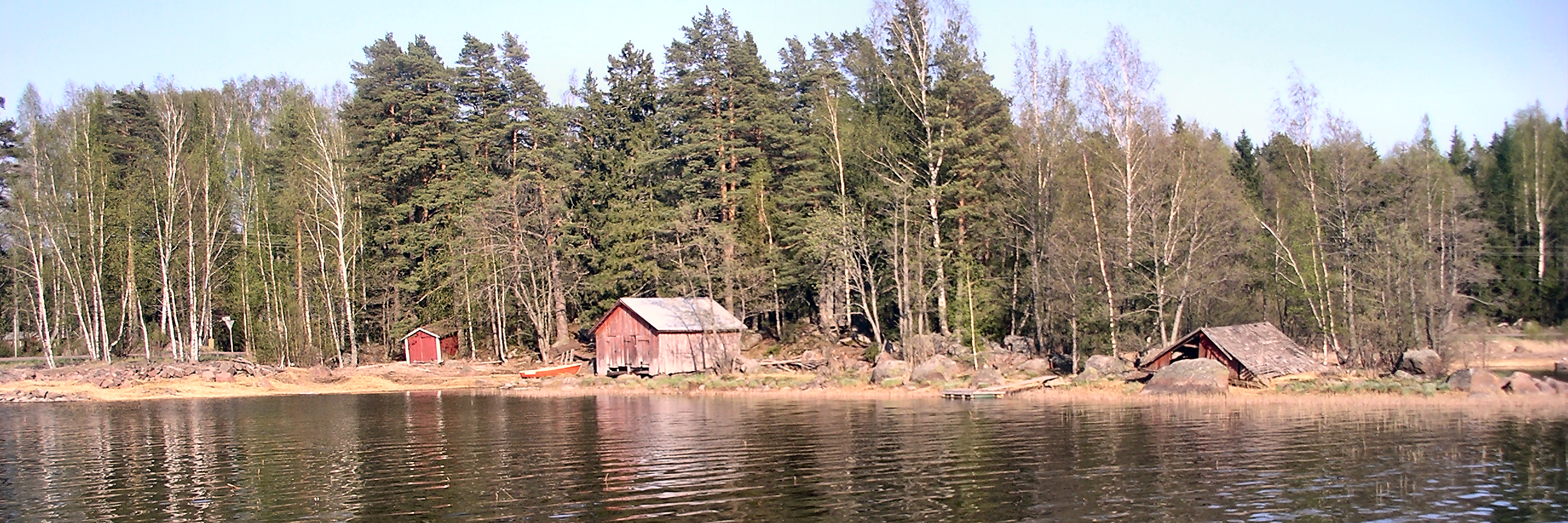
Några gamla båthus vid Svartbäckfjärden.